# Ormetica pratti
Ormetica pratti är en fjärilsart som beskrevs av Druce 1900. Ormetica pratti ingår i släktet Ormetica och familjen björnspinnare. Inga underarter finns listade i Catalogue of Life.